# Medio Curu (tiểu vùng)
Medio Curu là một tiểu vùng thuộc bang Ceará, Brasil. Tiều vùng này có diện tích 3002 km², dân số năm 2007 là 74909 người.